# Rafik Halliche
Rafik Halliche (Arabisk: رفيق حليش, født 2. september 1986 i Algier) er en algiersk forsvarsspiller, der spiller for Estoril i Portugal.

## Klub karriere
Efter at have startet sin karriere hos NA Hussein Dey, skiftede Halliche til portugisiske Sport Lisboa e Benfica den 30. januar 2008. Klubben valgte dog straks at leje ham ud til rivalerne fra C.D. Nacional indtil enden på 2007–08 sæsonen. 
Lejemålet var ikke videre succesfuldt, og Halliche opnåede kun tre optrædener i Nacionals trøje, hvorefter han returnerede til Benfica den følgende sommer. Nacional valgte dog at leje Halliche igen i de næste to sæsoner, hvor afrikaneren efterhånden etablerede sig som stamspiller.
Efter at have imponeret ved VM 2010, blev Halliche linket med et skifte til Fulham for €2.5 millioner. Den 23. august bekræftede Benfica, at de havde solgt Halliche til Fulham. I Fulham skal Halliche prøve at kæmpe sig ind på holdet på bekostning af det primære makkerskab mellem Aaron Hughes og Brede Hangeland. Dette er dog ikke lykkedes for forsvarsspilleren, og han er nu røget langt ned i hierarkiet blandt Fulhams defensive spillere.

## International career
Halliche fik sin debut for Algeriets fodboldlandshold den 31. maj 2008 i en kamp mod Senegal. Forsvarsspilleren var også med til at forsvare sit lands farver ved VM 2010, hvor han fik fuld spilletid i alle tre kampe, og hvor Algeriet kun lukkede to mål ind.